# Remparts de Saint-Malo

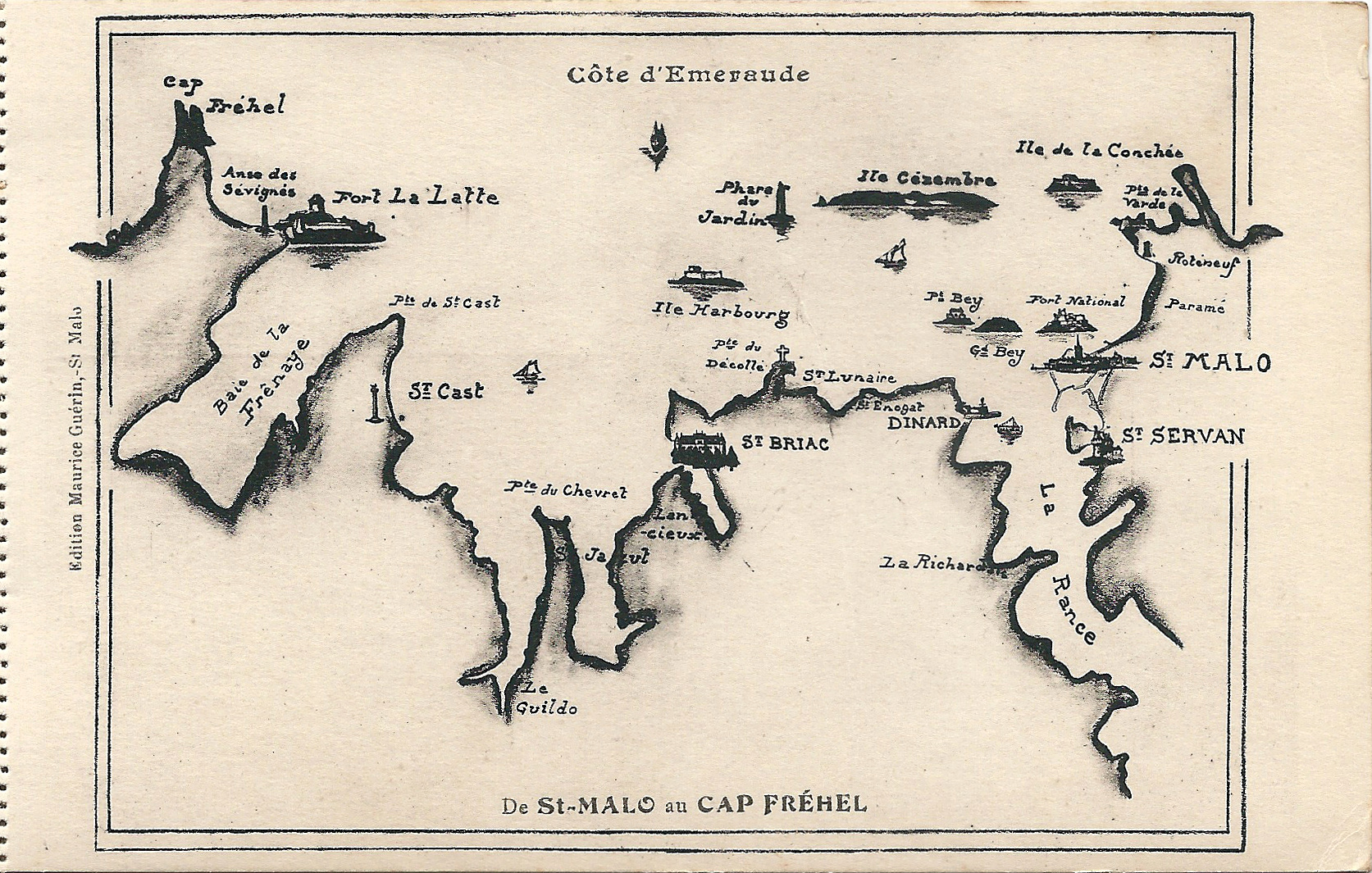
Carte figurant Saint-Malo abrité par ses écueils (remparts naturels), ses murailles imposantes et ses forts à la mer. La cité corsaire que les marchands de Londres appelle le « nid de guêpes », est bombardée par des escadres anglo-hollandaises par onze fois depuis novembre 1693.

Les remparts de Saint-Malo sont les fortifications érigées au Moyen Âge et à l'Époque moderne pour protéger la ville bretonne de Saint-Malo dans le département d'Ille-et-Vilaine en France. Ces murailles percées de neuf portes, peuvent atteindre 16 mètres de hauteur par endroits et s'étendent sur 1 754 m.

## Histoire
La construction des remparts de Saint-Malo débute au milieu du XIIe siècle sous l'épiscopat de l'évêque malouin Jean de Châtillon à l'occasion du transfert du siège épiscopal d’Alet à Saint-Malo. Ils sont plusieurs fois modernisés à partir du roi Charles VI, qui fait construire le Château-Gaillard et le petit donjon. L'ingénieur militaire Siméon Garangeau est nommé directeur des fortifications de Saint-Malo en 1691. Vauban lui confie la mission de renforcer l'enceinte de la ville pour en faire une citadelle des mers. Il remplace la plupart des tours et tourelles médiévales, qui ne résistent pas à l'impact de boulets en fonte, par des bastions (bastion Saint-Louis, bastion Saint-Philippe, bastion du Fort à la Reine, cavalier des champs Vauvert à l'arrière de la tour Bidouane, bastion de la Hollande…) reliés par des courtines. L'artillerie est placée à ciel ouvert, sur les bastions et les courtines. Les trois quarts de l’enceinte sont remplacés entre 1708 et 1742 par Garangeau. Il réalise l’extension de la ville et la restauration d’une importante partie de son enceinte au sud et à l’est (portant sa longueur totale à 1 754 m). Ces travaux permettent à l’intérieur de la cité de passer à une superficie de 16 à 24 hectares,, et causent la disparition de la Poterne de la Blaterie, d’abord, puis de la Tour Mouillée, la Potedrne Brevet, la Tour Battue et le Fort Collifichet. Le pied des remparts descendait directement jusqu’au socle rocheux et à la mer, jusqu’à ce que des quais commencent à s’y adosser à partir de 1582. Ils sont surmontés de mâchicoulis typiques de l’architecture militaire bretonne, réels ou factices

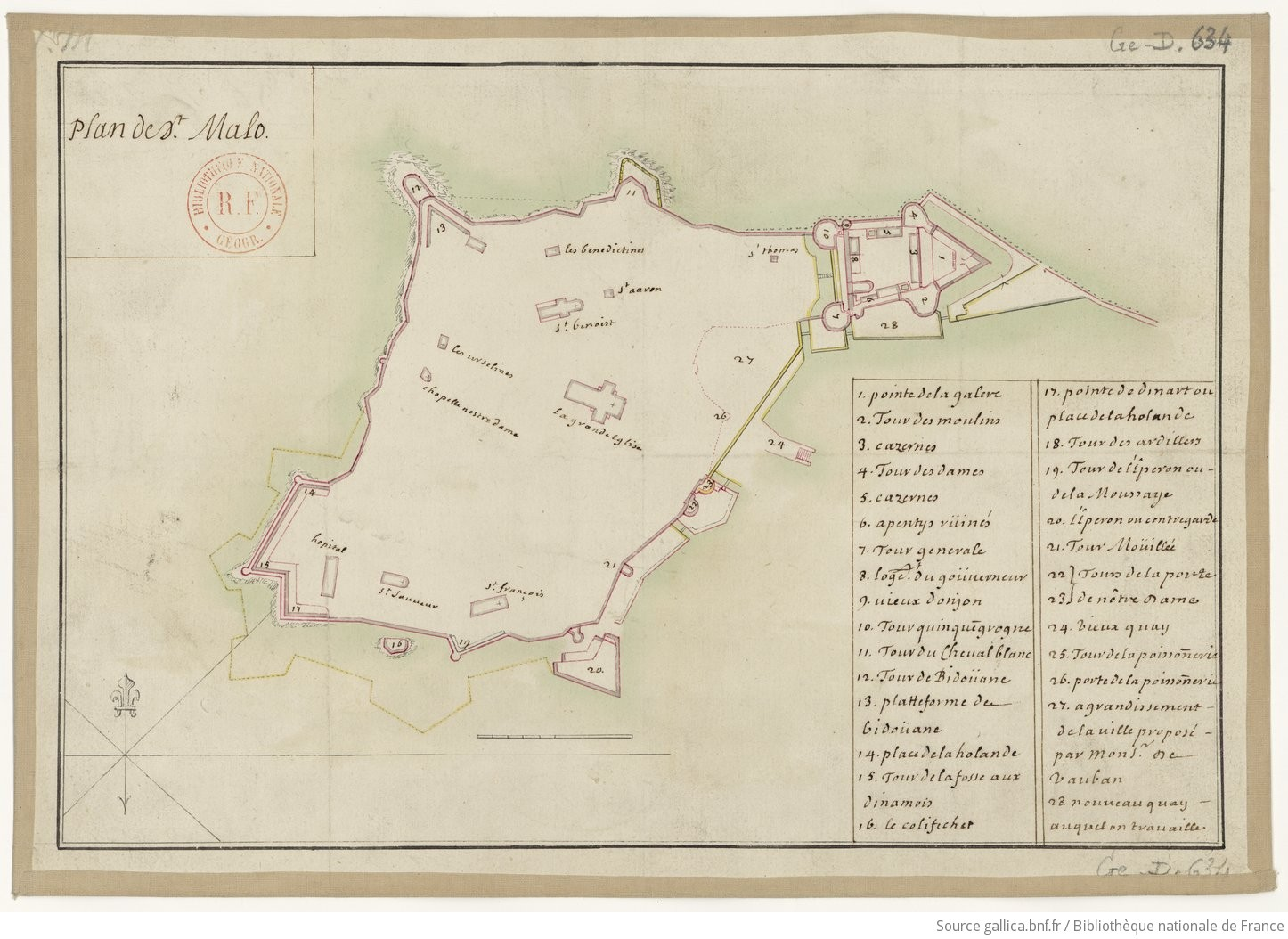
Les remparts plan (fin XVIIe siècle).

De l’enceinte médiévale de la ville, il ne reste que la Grand’Porte du XVe siècle (les tours de 1552 ont été reconstruites entre 1582 et 1583), la courtine ouest du Château (entre la Tour Carrée et le Vieux ou Petit Donjon), la partie des Petits Murs (dont les plus anciennes parties remontent au XVIIe siècle et seront remaniées en 1464) entre la Tour Bidouane (qui remplace la Tour de la Cloche en 1652)et le Bastion de la Hollande (1674), où seront incorporées en 1684 les niches des chiens du Guet.
Une ultime transformation est effectuée vers le milieu du XIXe siècle entre le Fort La Reine (XVIIe et XVIIIe siècles) et le Cavalier des Champs-Vauverts (XVIe et XVIIe siècles). Cette partie du nord des remparts (1855 - 1864) supporte une rue dont le nom perpétue le souvenir du Château-Gaillard, aujourd’hui détruit, qui datait, comme le Petit Donjon précédemment cité, de 1395. Le dédoublement de la Porte Saint-Vincent et le percement des dernières portes et poternes interviendront, eux, dans le dernier tiers du XIXe siècle, avant l’aménagement vers 1930 du passage piéton du Bidoret, ancien corps de garde entre la Porte Saint-Vincent et la Tour Générale.
Épargnés par les bombardements américains du mois d’août 1944, les remparts de Saint-Malo sont classés monuments historiques par arrêté du 12 juillet 1886.
Les  remparts de Saint-Malo représentent la Bretagne dans l’émission de Stéphane Bern, Le monument préféré des Français sur France 2 pour la saison 2015 et la saison 2021.

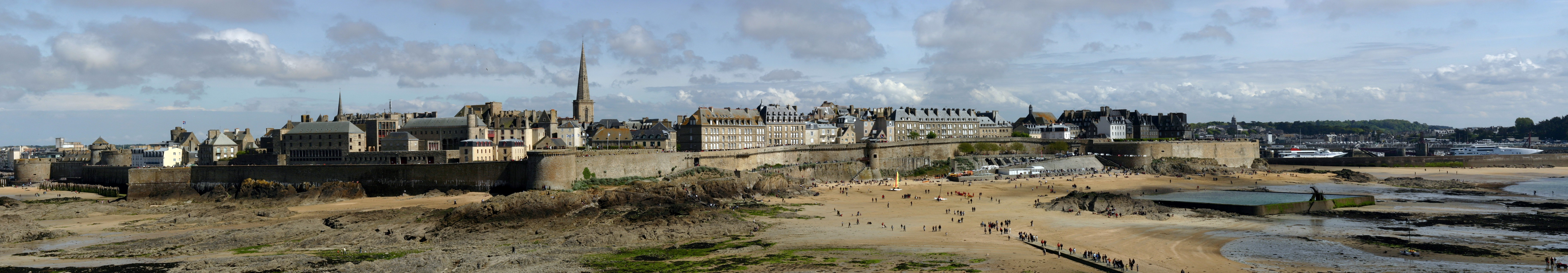
La ville et ses remparts depuis le Grand Bé, à marée basse.

## Parties architecturales: portes, tours et bastions
1. Porte St-Vincent, 2. Grand'porte et ses deux tours, 3. Porte Saint-Loui, 4. Porte de Dinan, 5. Poterne d'Estrées, 6. Bastion la Hollande, 7. Porte Saint-Pierre, 8. Porte des Bés, 9. Tour Notre Dame, 10. Porte des Champs Vauverts, 12. Tour Bidouane, 13. Fort à la Reine, 14. Poterne aux Normands, 15. Porte Saint-Thomas, 16. La tour Qui-Qu'en Grogne (elle fait partie du château mais est accolé à la porte Saint-Thomas).

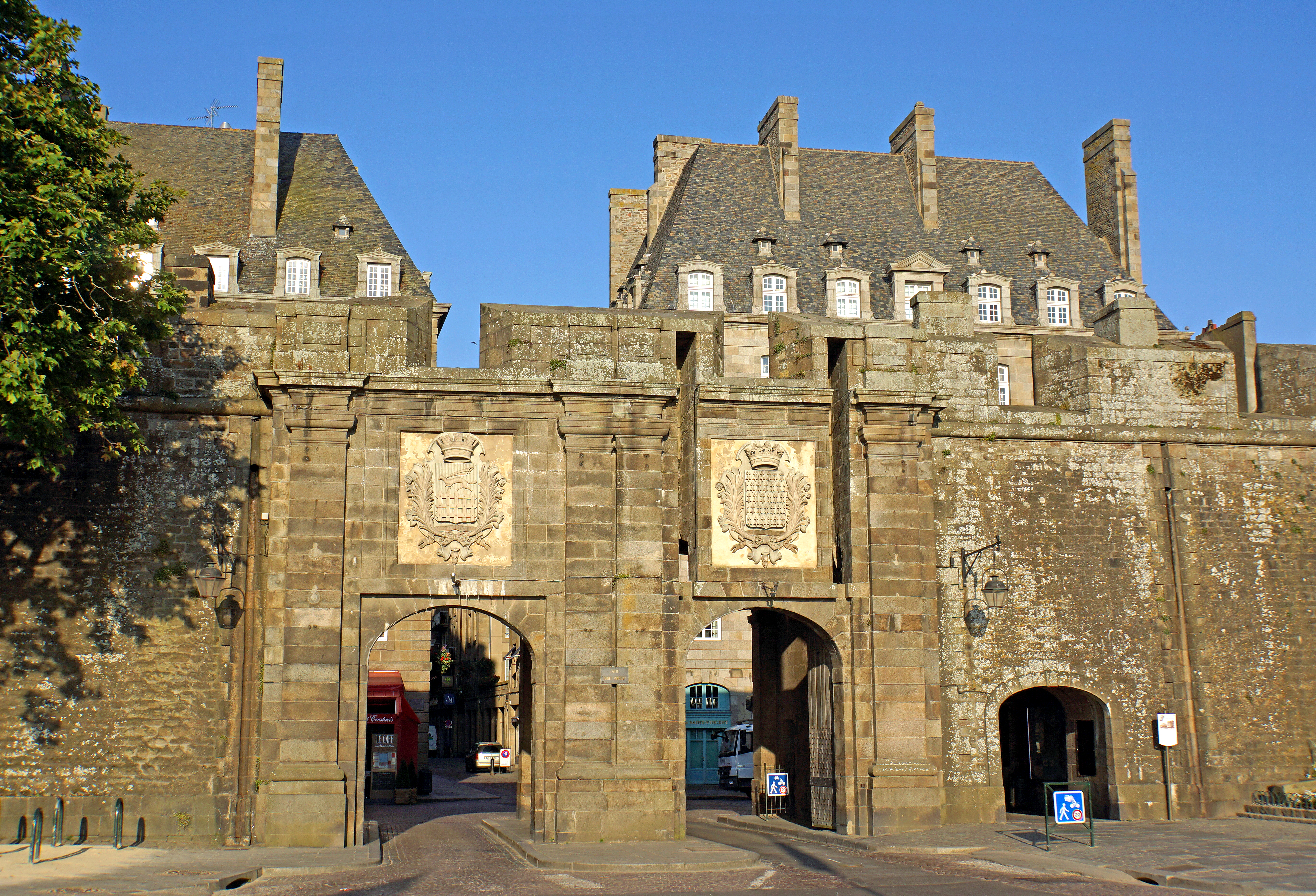
La porte Saint-Vincent.
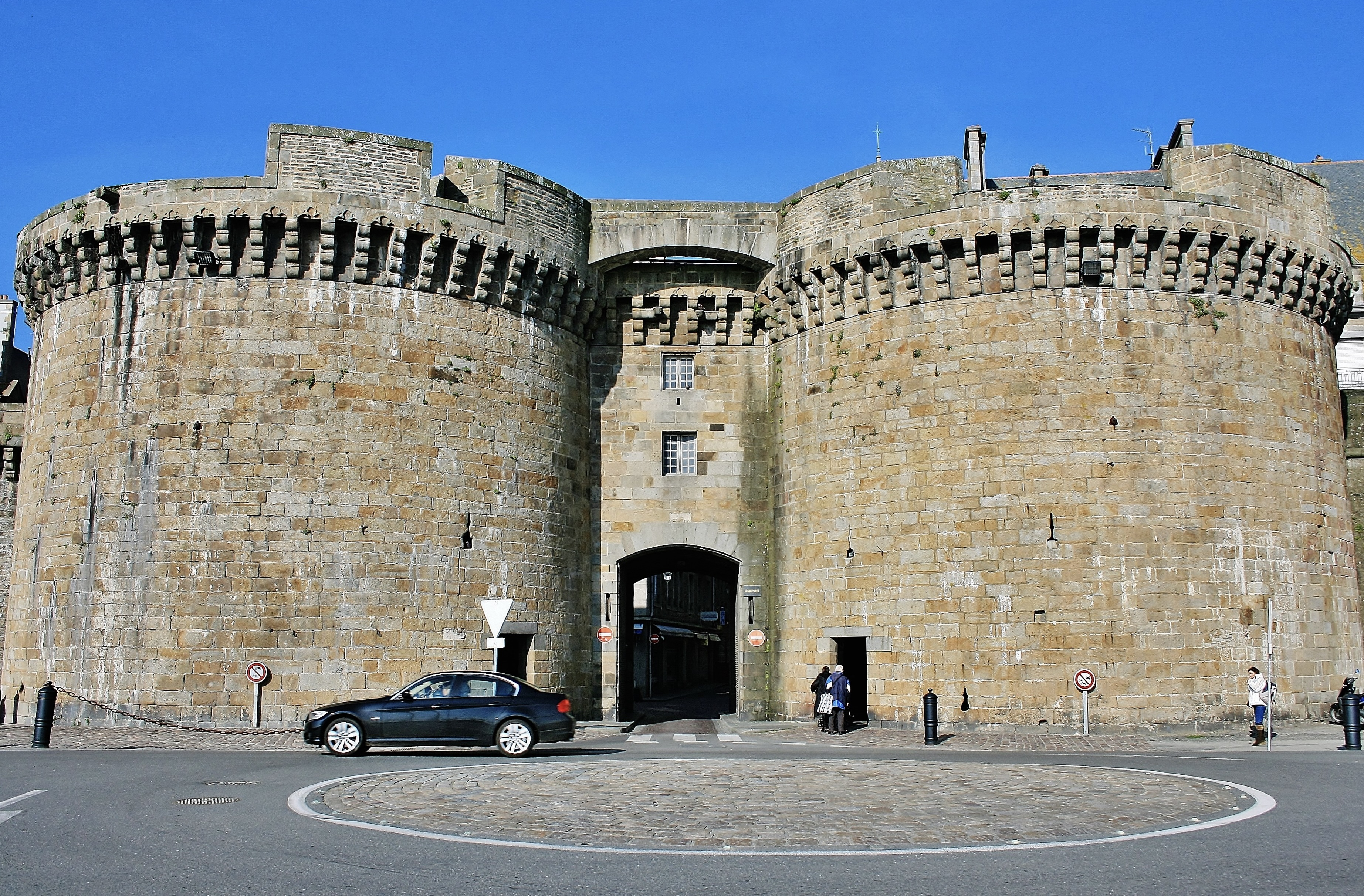
La Grand'porte.
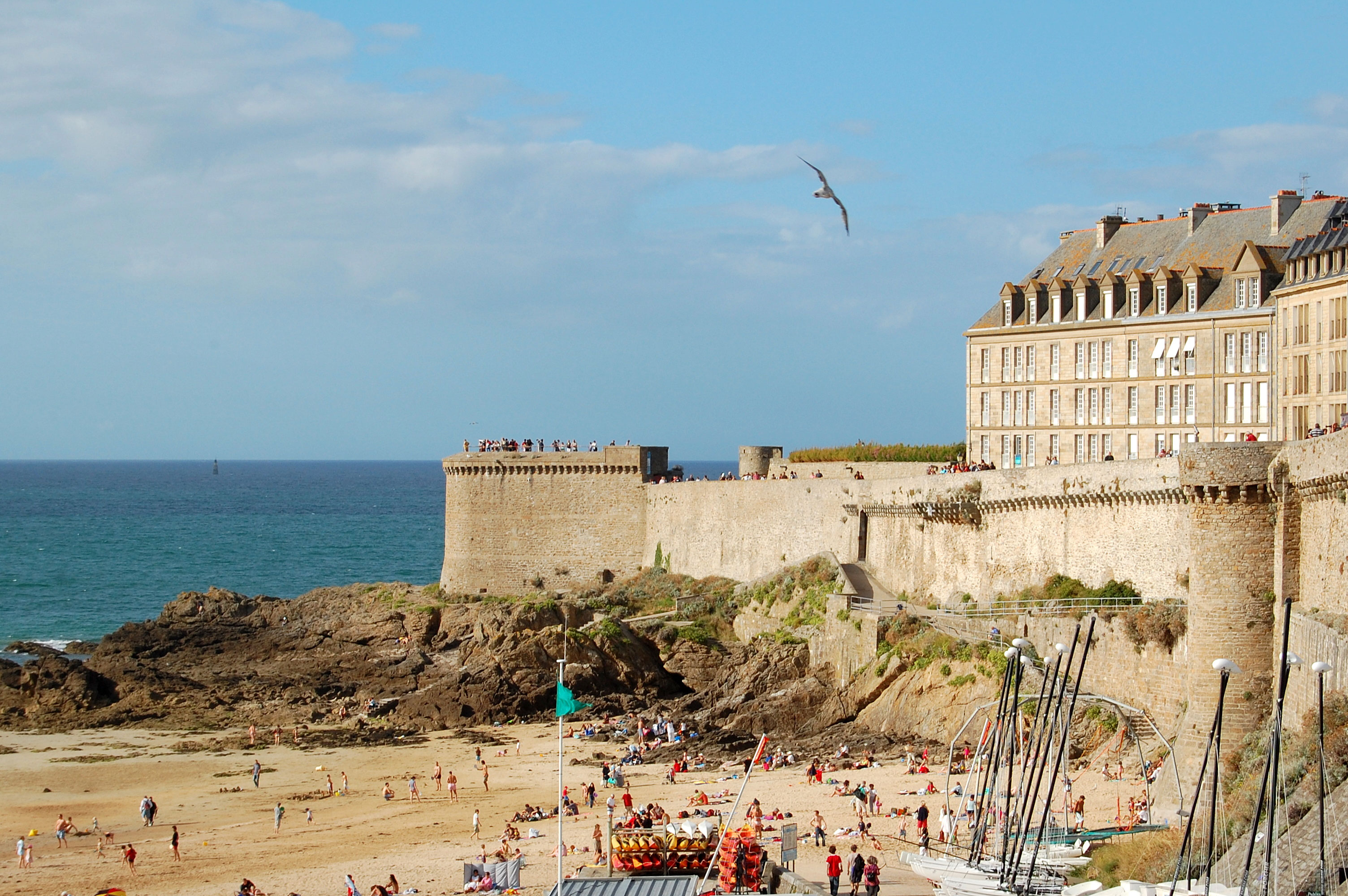
La tour Bidouane, la porte des Champs Vauverts, la tour Notre Dame.
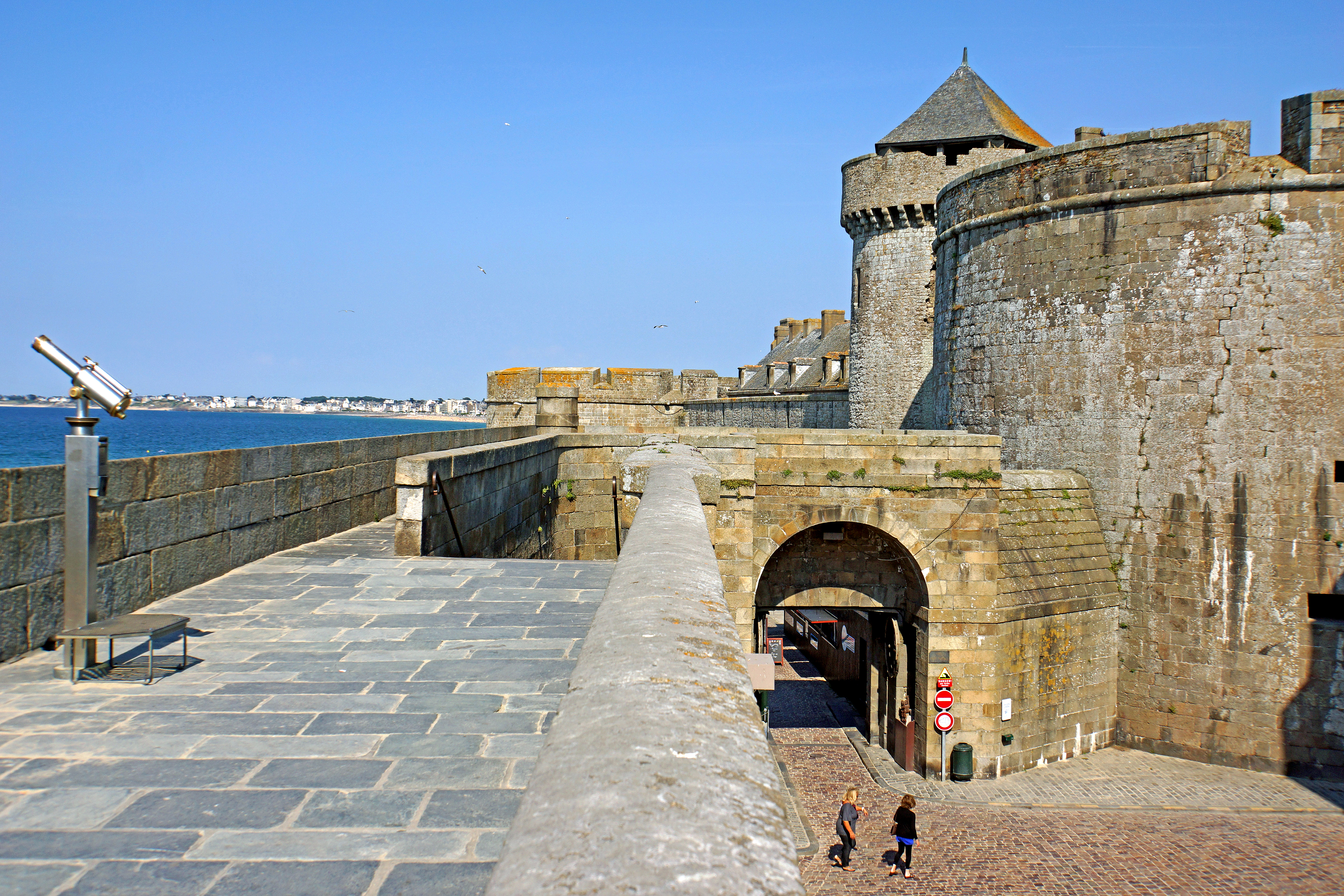
La porte Saint-Thomas et la tour Qui-Qu'en-Grogne.
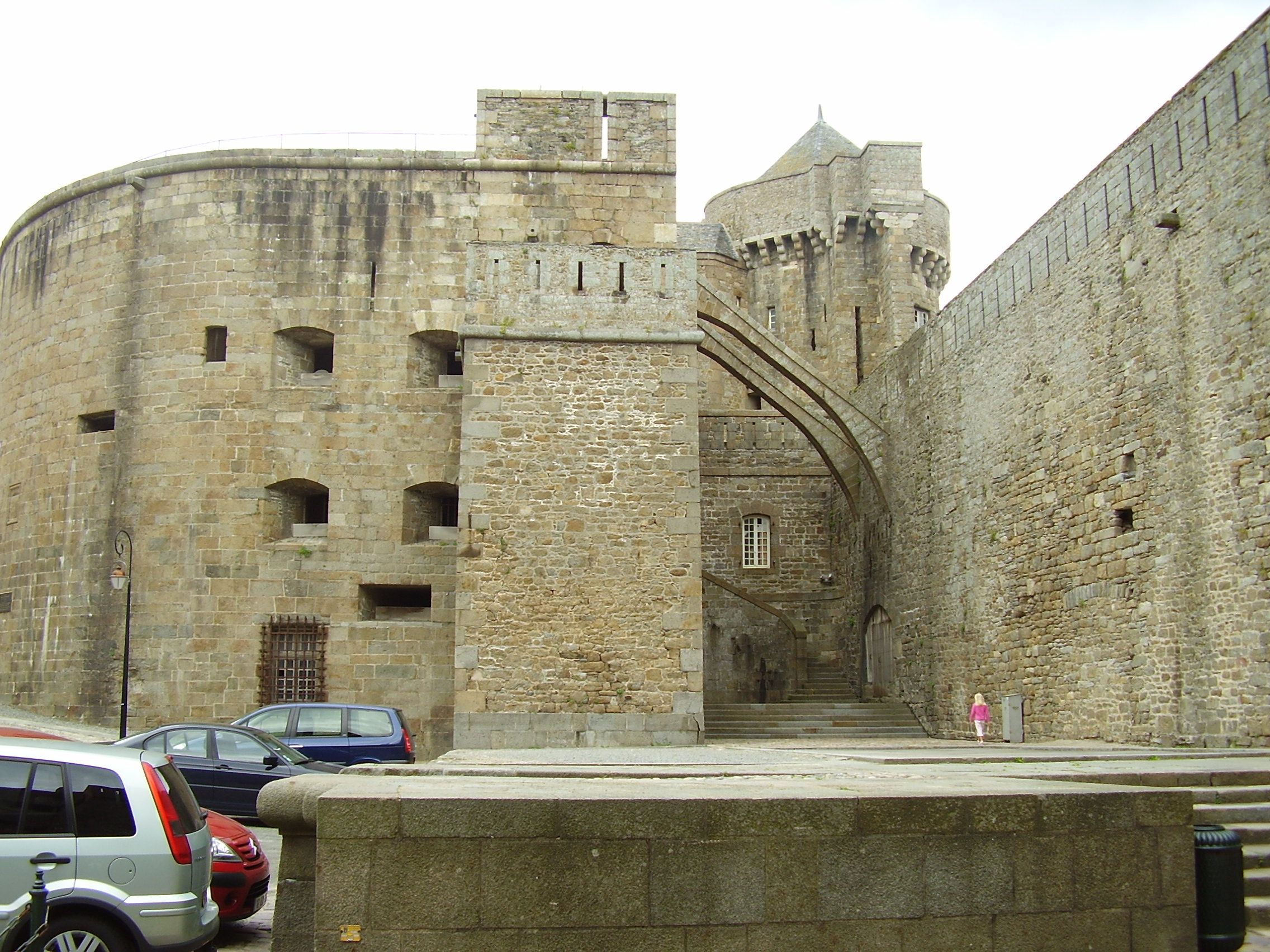
Un autre coté de Quic-en-Groigne, tour ajoutée par la duchesse Anne pour protéger le château d'une révolte des Malouins.
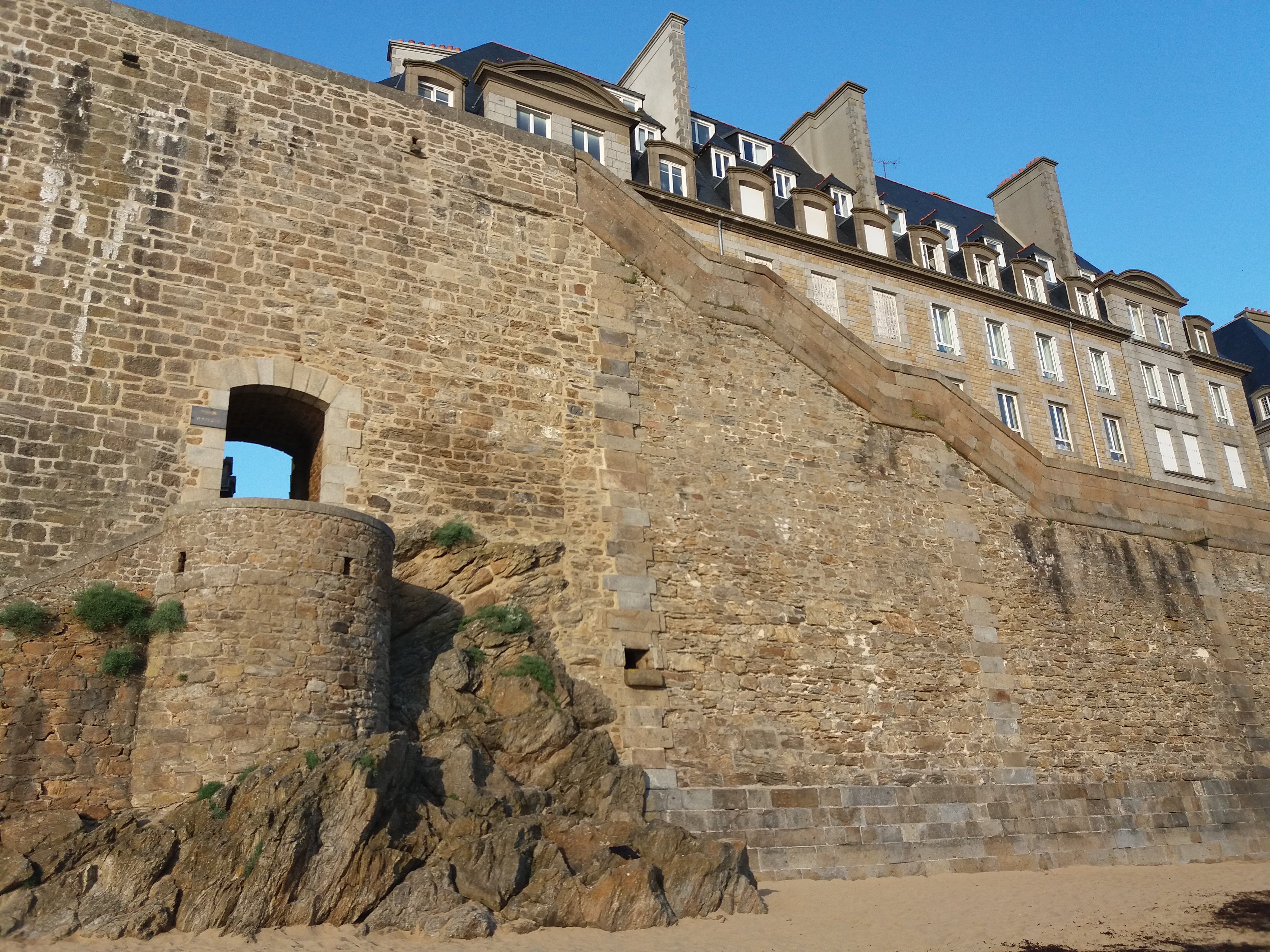
Rempart : moellons hétérométriques de migmatites, soubassement, chaîne harpée et couronnement du parapet en pierre de taille de granite de Chausey.
Tour Bidouane et cavalier des Champs Vauvert[17] à l'arrière-plan, bastion de la Hollande (plateforme de 100 m de long face à l'estuaire de la Rance)[18].
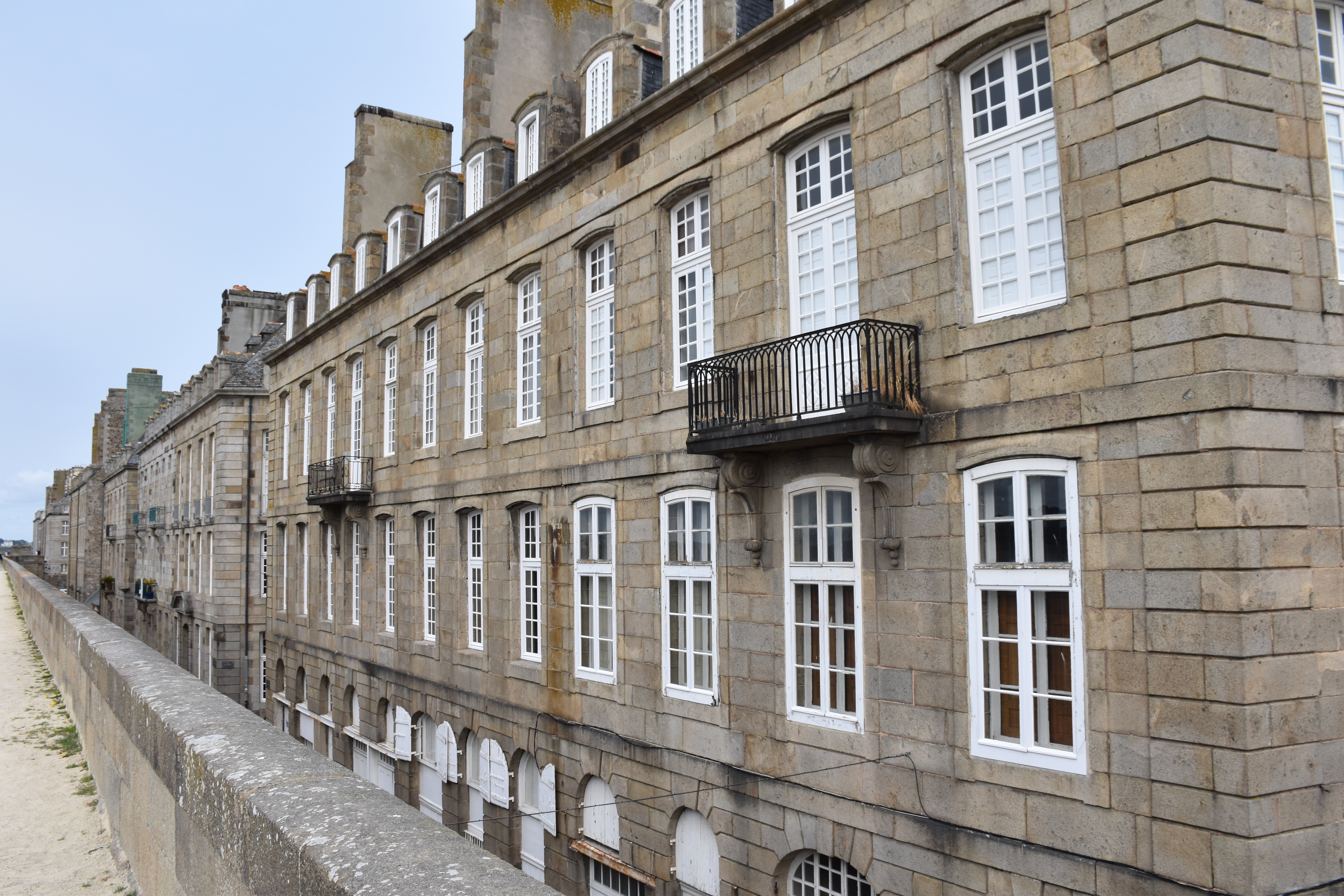
Les hôtels particuliers construits contre les remparts intra-muros étaient bâtis souvent sur deux étages de caves voûtées sous le niveau de la mer.